# 葉室鐵夫
葉室 鐵夫（はむろ てつお、1917年（大正6年）9月7日 - 2005年（平成17年）10月30日）は、福岡県福岡市出身の日本の競泳選手。1936年ベルリンオリンピック200m平泳ぎ金メダリスト。亡くなるまでは大阪府高石市に在住していた。

## 経歴・人物
1935年福岡県中学修猷館（現在の福岡県立修猷館高等学校）を卒業し、日本大学予科に進学する。
1936年（昭和11年）のベルリンオリンピック200m平泳ぎで、葉室はドイツのエルヴィン・ジータス（Erwin Sietas）との接戦の末に、2分41秒5の五輪記録で金メダルを獲得した。この決勝戦はアドルフ・ヒトラーも観戦しており、表彰式での君が代演奏ではヒトラー自身も起立し、右手を前方に挙げるナチス式敬礼で葉室の栄誉を称えている。
1937年（昭和12年）の日本選手権200m平泳ぎで、2分40秒4の世界記録を樹立して優勝。以来1940年（昭和15年）に第一線を退くまで、200m平泳ぎで世界ランキング1位の座を守った。1940年、日本大学経済学部卒業。
引退後は、福岡日日新聞社を経て、1946年（昭和21年）毎日新聞社に入社し、運動部記者となってアメリカンフットボールの甲子園ボウル創設に携わるなど、第一線記者として活躍した。運動部副部長を務めた後、1972年（昭和47年）退職。その後、大阪市のサンタマリアスイミング校長、高石市教育委員などを務めた。
1990年（平成2年）に国際水泳殿堂（International Swimming Hall of Fame）入りを果たした。
晩年の2005年（平成17年）10月30日に近所のプールから帰宅後、葉室は腹痛を訴え高石市内の病院へ搬送されるも症状は悪化し、同日夜、腹部動脈瘤で死去した。享年88歳。なお、葉室の死によって戦前の日本のオリンピック金メダリストは全員物故したこととなった。
葉室は在住していた高石市の名誉市民に選ばれており、葉室の没後の2011年に功績を讃えられて高石市ふれあい健康増進センター（通称：スポラたかいし）に記念コーナーが設けられた。
妻の葉室三千子も水泳選手であり、マスターズ水泳世界記録保持者である。

## 主な実績
- 1932年 第6回インターハイ 200m平泳ぎ優勝[5]
- 1933年 第9回日本選手権 200m平泳ぎ2位
- 1933年 第7回インターハイ 100m平泳ぎ2位 200m平泳ぎ3位
- 1934年 第10回日本選手権 100m平泳ぎ2位 200m平泳ぎ2位
- 1935年 第2回日米対抗水上競技大会 100m平泳ぎ3位 200m平泳ぎ2位
- 1935年 第11回日本選手権 100m平泳ぎ優勝[6] 200m平泳ぎ優勝[7]
- 1935年 第14回全国学生水上競技大会 100m平泳ぎ2位 200m平泳ぎ優勝[8]
- 1936年 第12回日本選手権 200m平泳ぎ優勝[7]
- 1936年 ベルリンオリンピック 200m平泳ぎ優勝
- 1937年 第13回日本選手権 100m平泳ぎ2位 200m平泳ぎ優勝[7]
- 1937年 第16回日本学生選手権水上大会 100m平泳ぎ2位 200m平泳ぎ優勝[8]
- 1938年 第14回日本選手権 100m平泳ぎ優勝[6] 200m平泳ぎ優勝[7]
- 1938年 第17回日本学生選手権水上大会 100m平泳ぎ優勝[9] 200m平泳ぎ優勝[8]
- 1939年 第15回日本選手権 200m平泳ぎ優勝[7]
- 1939年 第18回日本学生選手権水上大会 100m平泳ぎ優勝[9] 200m平泳ぎ優勝[8]
- 1940年 第16回日本選手権 200m平泳ぎ優勝[7]